# Luna Weltall
Luna Utopia, ab Band 29 Luna-Weltall war eine westdeutsche Science-Fiction-Romanheftreihe, die von 1956 bis 1960 im Hannoverschen Lehning-Verlag in 57 Ausgaben erschien.

## Geschichte
Der Lehning-Verlag war grundsätzlich auf Comics wie Sigurd, Akim und Tibor spezialisiert, produzierte aber auch Taschenbuchreihen wie die utr- und atr-Reihen. Nach Alpers war die Luna-Reihe einerseits eine der ersten ihrer Art in der Bundesrepublik und stand im Kontext des Science-Fiction-Literatur-Booms der 1950er Jahre, andererseits war sie jedoch eine der „trivialsten“ ihrer Art.
Von den 57 Ausgaben waren 47 Nachdrucke von Leihbuchausgaben einschlägiger Autoren wie K. H. Scheer, Walter Ernsting alias Clark Darlton oder Eberhard Seitz alias J. E. Wells. Wolf Detlef Rohr publizierte in der Reihe sowohl unter seinem Namen als auch unter dem Pseudonym Wayne Coover, was auch für E. H. Richter alias William Brown gilt. Lediglich die Hefte 7 und 47 waren Übersetzungen aus dem Englischen. Nach Galle erinnerte die „plakative Covergestaltung“ an US-amerikanische Pulp-Magazine, ohne jedoch an deren Qualität heranzureichen. Galle hält auch den Begriff „Nachdruck“ für unpassend, da es sich praktisch um neue Texte handelte, die durch die Kürzung der 250 bis 300 Seiten der Leihbuchausgaben auf 60 Heftromanseiten entstanden.

## Ausgaben
1. Wayne Coover: Invasion aus dem Weltall (1956)
2. Wolf Detlef Rohr: Weltuntergang 1966? (1956)
3. J. E. Wells: Todesroboter 1000 (1956)
4. Wolf Detlef Rohr: Signale vom Mars (1956)
5. Axel Jeffers (d. i. Hans-Peter Weissfeld): Die Sternenspinne (1957)
6. Wolf Detlef Rohr: Die Ungeheuer vom Jupiter (1957)
7. Jonathan Burke: Schlacht im Weltenraum (1957, Originalausgabe „The Echoing Worlds“, 1954)
8. Robert O. Steiner (d. i. Hans R. Queiser): Friede über der Atomwüste (1957)
9. Robert O. Steiner: Eron (1957)
10. J. E. Wells: Raum ohne Leben (1957)
11. K. Merten: Gangster im All (1957)
12. Wolf Detlef Rohr: Experiment mit dem Tod (1957)
13. J. E. Wells: Aufstand der Verdammten (1957)
14. Clark Darlton: Überfall aus dem Nichts (1957)
15. Wayne Coover: Das Geheimnis der schwarzen Sonnenflecken (1957)
16. Wolf Detlef Rohr: Neptun – Stern der blauen Zwerge (1957)
17. Lee van Dovski (d. i. Herbert Lewandowski): Reise ins Jahr 3000 (1957)
18. Axel Jeffers: Kaiser Titanios (1957)
19. E. H. Richter: Die Vulkane brechen auf (1957)
20. Wolf Detlef Rohr: Uranus schweigt (1957)
21. K. H. Scheer: Kampf um den Mond (1957)
22. Wayne Coover: Planet im Alpha Centauri (1957)
23. William Brown: Stern des Grauens (1957)
24. K. Merten: Mord im Mondexpreß (1957)
25. J. E. Wells: Entführung ins All (1957)
26. Wolf Detlef Rohr: Hölle Venus (1957)
27. William Brown: Ruf aus dem All (1957)
28. K. H. Scheer: Piraten zwischen Mars und Erde (1958)
29. Wolf Detlef Rohr: Merkurs Geisterstadt (1958)
30. Wolf Detlef Rohr: Der weiße Planet Pluto (1958)
31. Anonym: Münchhausen im Weltraum I – Wie ich mich selbst ins All schleuderte (1958)
32. Anonym: Münchhausen im Weltraum II – Wie uns der Himmelsriese fraß (1958)
33. William Brown: Zwangsräumung eines Planeten (1958)
34. I. V. Steen: Spur durch vier Dimensionen (1958)
35. Hanns Kurth: Duell im Weltall (1958)
36. K. H. Scheer: Unternehmen Diskus (1958)
37. K. H. Scheer: Der gelbe Block (1958)
38. K. H. Scheer: Großalarm im All (1958)
39. Wolf Detlef Rohr: Die gläserne Stadt (1958)
40. J. E. Wells: Das Schiff der Milliardäre (1958)
41. H. Ch. Leroy: Sternengeschenk im Eis (1958)
42. J. G. Thieme: Experiment in der Arktis (1958)
43. Jim Gray: Botschafter aus dem Universum (1958)
44. C. B. Rellum: Hilfe für Usuria (1958)
45. Th. Tirossi (d. i. Theodor Rossiwall): Olympia 2000 (1958)
46. C. B. Rellum: Das Erbe von Qui-Se-Ma (1958)
47. Brian Berry: Gyrotaxi 430 verschwindet (1959, Originalausgabe „From What Far Star?“, 1953)
48. K. Merten: Griff nach der Sonne (1959)
49. Axel Jeffers: Flucht ins All (1959)
50. Egon Hillgenberg: Frei von Materie (1959)
51. Erik Silversen: SOS aus dem Weltraum (1959)
52. William Brown: Untergang der Galaxis (1959)
53. Erik Silversen: 12 000 m unter dem Meeresspiegel (1959)
54. Marco Janus (d. i. Horst Zahlten): Der Kosmos ruft (1959)
55. Marco Janus: Höhere Gewalt (1959)
56. Erik Silversen: Pforte zur Hölle (1959)
57. Klaus Petroff: Botschafter der Außerirdischen (1959)